# پائولا کلی (بازیگر)
پائولا کلی (به انگلیسی: Paula Kelly) (زاده ۲۱ اکتبر ۱۹۴۳ – درگذشته ۹ فوریهٔ ۲۰۲۰) بازیگر و رقصنده آمریکایی بود.
از فیلم‌های معروف او می‌توان به بازی در سرقت بانک، سوئیت چریتی و جاذبه آندرومدا اشاره کرد.